# Manchester United Football Club
Il Manchester United Football Club (NYSE: MANU), noto semplicemente come Manchester United o più semplicemente come United, è una società calcistica inglese con sede nella città di Manchester. Milita in Premier League, la massima serie del campionato inglese di calcio.
Fondata nel 1902 sulla base del precedente Newton Heath F.C. del 1878, disputa le partite casalinghe all'Old Trafford (74 140 posti), stadio situato nella contea metropolitana di Greater Manchester. I colori sociali prevedono l'adozione di maglia rossa, calzoncini bianchi e dei calzettoni neri, mentre il simbolo ufficiale è il diavolo. Giocatori e tifosi del club sono soprannominati Red Devils ("diavoli rossi").
A livello internazionale è la terza squadra d'Inghilterra per numero di trofei ufficiali vinti, 8. Nella bacheca del club figurano 3 Coppe dei Campioni/UEFA Champions League, una Europa League, una Coppa delle Coppe, una Supercoppa europea, una Coppa Intercontinentale e una Coppa del mondo per club FIFA (unico club inglese ad avere vinto sia l'Intercontinentale sia la Coppa del mondo per club). È tra le nove squadre d'Europa che sono riuscite a centrare il treble, ovvero la vittoria del campionato, della coppa nazionale e della UEFA Champions League nella stessa stagione sportiva (nel 1998-1999).
A livello nazionale è la prima squadra in Inghilterra per numero di trofei ufficiali vinti, 60. Nella bacheca del club figurano 20 campionati (record condiviso con il Liverpool), 13 Coppe d'Inghilterra, 6 Coppe di Lega e 21 (4 condivise) Supercoppe d'Inghilterra (record). Complessivamente il club si è aggiudicato 68 trofei ufficiali, 60 nazionali e 8 internazionali, che rendono il Manchester United una delle squadre più blasonate al mondo e la seconda squadra più titolata d'Inghilterra dopo il Liverpool (69).
Insieme a Liverpool, Arsenal, Chelsea, Manchester City e Tottenham forma le attuali Big Six ("grandi sei") del calcio inglese. Sotto la gestione del tecnico scozzese Alex Ferguson, che ha allenato il Manchester United ininterrottamente dal novembre 1986 al maggio 2013, la compagine inglese si è aggiudicata 38 trofei, di cui 13 campionati a partire dalla stagione 1992-1993. È la squadra inglese che dal 1980 ha registrato l'affluenza media di spettatori più alta, ad eccezione delle stagioni 1987-1988 e 1988-1989. Il 31 marzo 2007 l'Old Trafford ha registrato il record di spettatori (83 048) nella storia della Premier League, in occasione della sfida tra Manchester United e Blackburn Rovers.

## Storia

### Inizi (1878-1945)

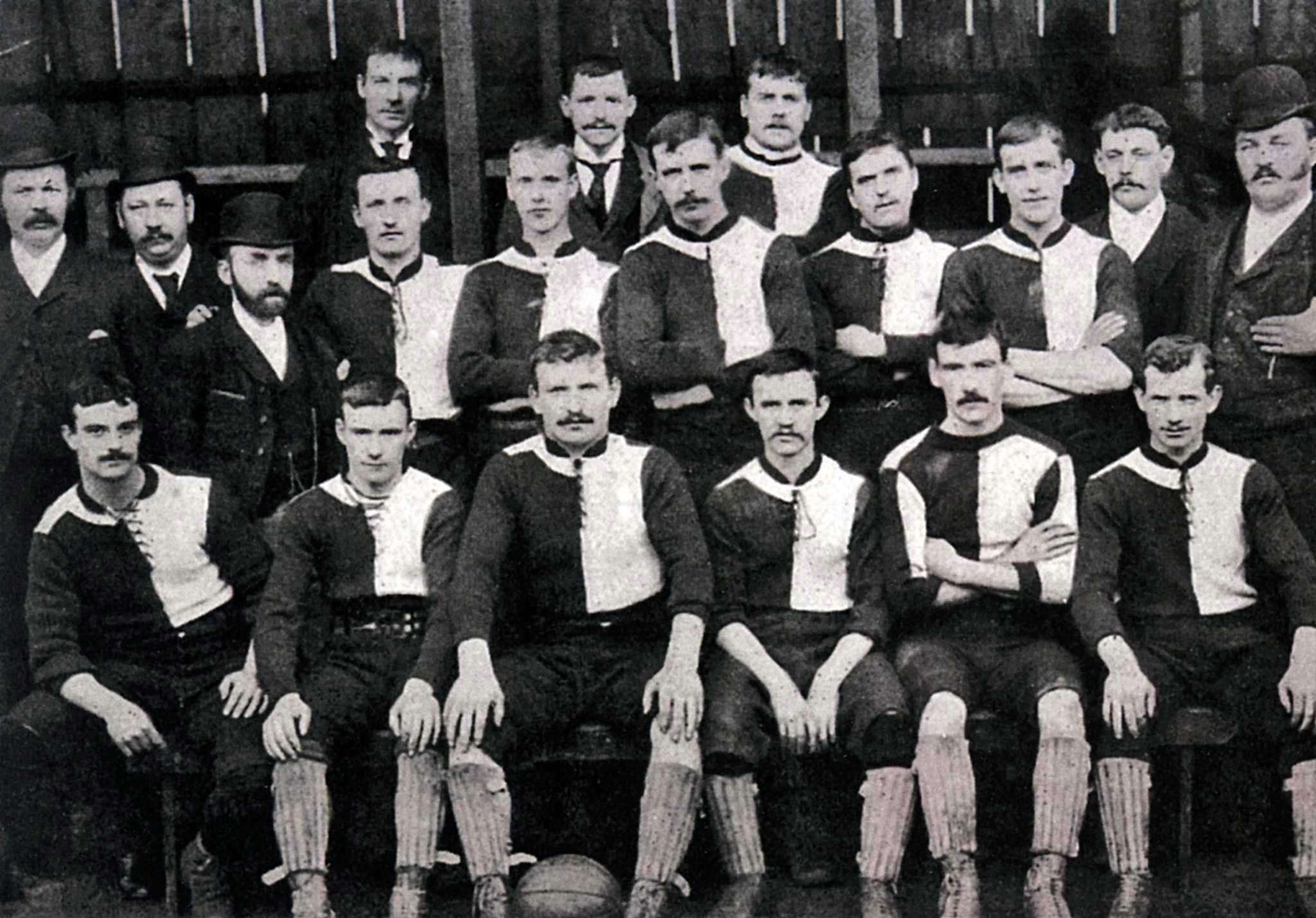
Il Newton Heath nella stagione 1892-1893

Il Manchester United nasce nel 1878 con il nome di Newton Heath Football Club, avente sede a Newton Heath. La squadra è composta dai lavoratori della "Lancashire and Yorkshire Railway" (Ferrovia del Lancashire e Yorkshire) e gioca le partite contro altri dipartimenti e compagnie ferroviarie. Il primo match disputato di cui si ha notizia risale al 20 novembre 1880, quando il Newton Heath, con i colori sociali della propria compagnia ferroviaria, cioè verde e oro, viene sconfitto 6-0 dalla squadra delle riserve del Bolton.
Nel 1889 il Newton Heath entra a far parte della Football Alliance, federazione calcistica parallela alla Football League, nata l'anno precedente. Nel 1892 la squadra si classifica seconda in campionato dietro al Nottingham Forest e viene così ammessa alla First Division: le due federazioni si erano unite dando vita a due divisioni. Nel gennaio del 1902, a causa di un debito di 2.670 sterline (pari a circa 210.000 sterline del 2010), il Newton Heat viene messo in liquidazione. Il capitano della squadra Harry Stafford raduna perciò quattro imprenditori locali, tra i quali John Henry Davies, disposti a investire ciascuno 500 sterline in cambio di una partecipazione nella gestione del club. Il 28 aprile 1902 la compagine cambia ufficialmente nome in Manchester United Football Club e i colori sociali passano dal verde-oro al rosso-nero.
La nuova società vince i primi due titoli nazionali della sua storia nelle stagioni 1907-1908 e 1910-1911, ai quali si aggiungono un Charity Shield e una FA Cup. Dopo i primi successi, nel 1910 la squadra si trasferisce al nuovo stadio Old Trafford. Il campo di gioco del Manchester United viene bombardato nel corso della seconda guerra mondiale dall'aviazione tedesca: la squadra divide perciò lo stadio Maine Road con i concittadini del Manchester City fino al 1949.

### Era Busby (1945-1969)

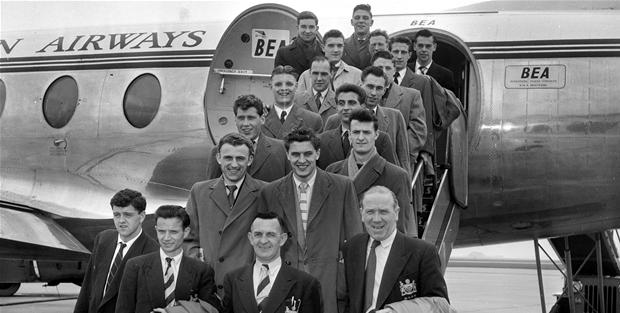
I Busby Babes in Danimarca nel 1955

La squadra torna ai vertici negli anni '50, grazie all'apporto dell'allenatore Matt Busby e dei cosiddetti Busby Babes, un gruppo di giovani calciatori tra i quali Bobby Charlton e Duncan Edwards. Busby guida il Manchester United al secondo posto in classifica nei campionati 1946-1947, 1947-1948 e 1948-1949. Inoltre, nel 1948 i Busby Babes si aggiudicano la FA Cup, per poi finalmente vincere la First Division nel 1952, dopo 41 anni dall'ultimo titolo. Nel 1956 il Manchester United diviene la prima squadra inglese a partecipare alla Coppa dei Campioni, nonostante le obiezioni della Football League, che aveva negato al Chelsea questa possibilità nella stagione precedente. Nel percorso verso la semifinale, dove viene eliminata dal Real Madrid, la squadra ottiene una vittoria per 10-0 contro l'Anderlecht, che tuttora rimane la vittoria più larga del club nella competizione.
Il 6 febbraio 1958 avviene il disastro aereo di Monaco di Baviera, nel quale perdono la vita 23 persone tra cui i giocatori Geoff Bent, Roger Byrne, Eddie Colman, Duncan Edwards, Mark Jones, David Pegg, Tommy Taylor e Billy Whelan, mentre Busby e Charlton si salvano per miracolo. In segno di solidarietà per la tragedia, la UEFA invita il Manchester United a prendere parte alla successiva edizione della Coppa dei Campioni, ma nonostante l'approvazione della FA, la Football League stabilisce che il club non può partecipare alla competizione, dal momento che non si è qualificato.
Grazie al fenomenale trio d'attacco formato da Bobby Charlton, George Best e Denis Law, lo United torna a vincere il campionato nelle stagioni 1964-1965 e 1966-1967. Nel 1967-1968 la squadra vince la Coppa dei Campioni, diventando il primo club inglese ad aggiudicarsi il trofeo: superato il Real Madrid vincendo 1-0 all'Old Trafford e pareggiando 3-3 dopo uno svantaggio iniziale di 1-3 nel ritorno allo stadio Santiago Bernabéu, il Manchester United approda in finale, dove affronta il grande Benfica di Eusébio. La partita, giocata allo stadio di Wembley, a Londra, si chiude con la vittoria degli inglesi per 4-1 dopo i tempi supplementari. Quando alza la coppa, Charlton lo fa anche in nome dei ragazzi del 1958. Nel 1968-1969 la squadra è invece eliminata in semifinale dal Milan, poi vincitore del torneo.

### Anni di transizione (1969-1986)
Matt Busby lascia la guida della squadra nel 1969, ma, a seguito di un ottavo posto in campionato nella stagione 1969-1970 e a una brutta partenza nel torneo 1970-1971, viene convinto a riprendere temporaneamente il ruolo di allenatore. A causa del ventunesimo posto in campionato nella stagione 1973-1974, il club retrocede in Second Division e i tre attaccanti Best, Law e Charlton lasciano Manchester. Negli anni successivi, nonostante acquisti importanti tra i quali Joe Jordan, Gordon McQueen, Gary Bailey e Ray Wilkins, lo United non riesce ad ottenere risultati significativi.

### La lunga gestione di Ferguson (1986-2013)

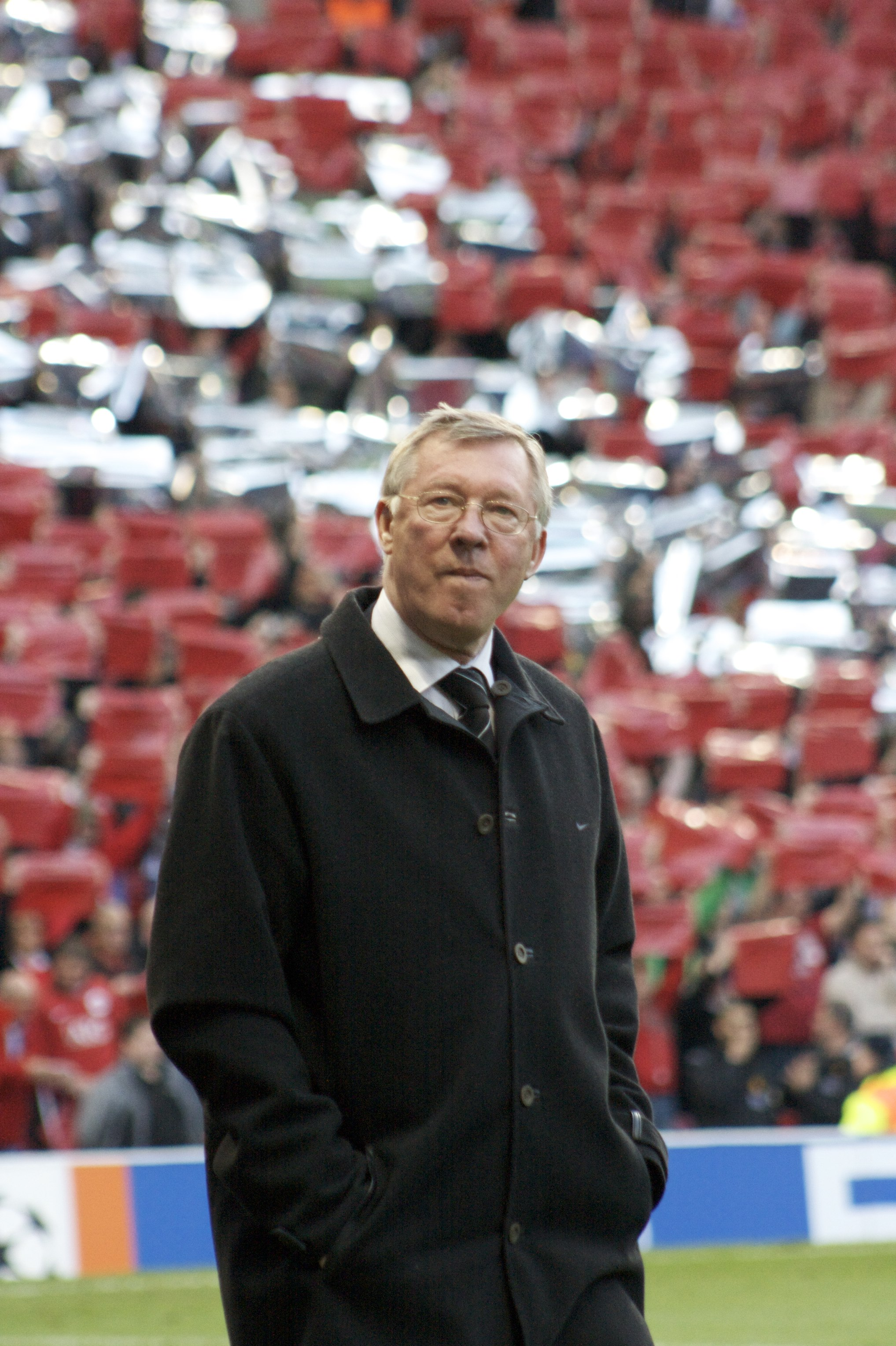
Alex Ferguson, allenatore più vincente nella storia del Manchester United

Nel 1986 lo scozzese Alex Ferguson assume la guida tecnica del Manchester United. Dopo alcuni anni di transizione, egli conduce, nel 1990, il club alla vittoria del primo trofeo della propria gestione, la FA Cup, mentre nel 1991 ottiene il primo successo internazionale, aggiudicandosi la Coppa delle Coppe grazie alla vittoria per 2-1 nella finale contro il Barcellona. Nella stagione successiva lo United si aggiudica anche la Supercoppa europea, battendo 1-0 la Stella Rossa. Comincia in questi anni a formarsi l'ossatura della squadra che sarà protagonista assoluta del calcio internazionale degli anni '90, con l'acquisto, nell'estate del 1991, del portiere danese Peter Schmeichel. Il Manchester United raggiunge il secondo posto in classifica nel campionato 1991-1992: durante questa stagione Schmeichel rimane imbattuto per 17 giornate e si aggrega definitivamente alla prima squadra il gallese Ryan Giggs, che diventerà una bandiera del club. Rafforzatasi ulteriormente con l'ingaggio dell'attaccante francese Éric Cantona, la squadra torna a vincere il campionato nel 1992-1993, dopo ventisei anni. Da questo momento lo United vivrà un lungo periodo di dominio in Premier League, con otto campionati vinti nelle seguenti undici stagioni.
Nel 1993 viene ingaggiato il centrocampista irlandese Roy Keane, destinato a diventare una bandiera del club. La stagione 1993-1994 passa agli annali come l'annata del secondo double nella storia del Manchester United: la squadra di Alex Ferguson vince ancora il campionato inglese (si tratta del secondo titolo vinto consecutivamente, non accadeva dal 1957) e si aggiudica la FA Cup. Il ritorno del club in UEFA Champions League dopo venticinque anni si scopre, invece, amaro, complice l'eliminazione subita al secondo turno per mano del Galatasaray per la regola dei gol fuori casa (3-3 all'Old Trafford e 0-0 in Turchia). Dopo una stagione ai vertici ma avara di trofei, in cui la squadra, pur rinforzata nel gennaio 1995 dall'arrivo di Andy Cole, viene penalizzata dalla pesante squalifica comminata a Cantona, Ferguson decide di ridisegnare l'organico in vista dell'annata 1995-1996, con cessioni di rilievo, cui fa da contraltare l'arrivo in prima squadra di ragazzi del vivaio come David Beckham e i fratelli Gary e Phil Neville, che si affiancano a Paul Scholes e Nicky Butt, altri due giovani che avevano già collezionato numerose presenze nella stagione precedente. Grazie anche al ritorno di Cantona, di nuovo in campo nell'ottobre del 1995 dopo nove mesi di assenza per squalifica, il Manchester United diventa la prima squadra inglese a conseguire il double per la seconda volta, vincendo campionato e coppa nazionale nel 1995-1996.

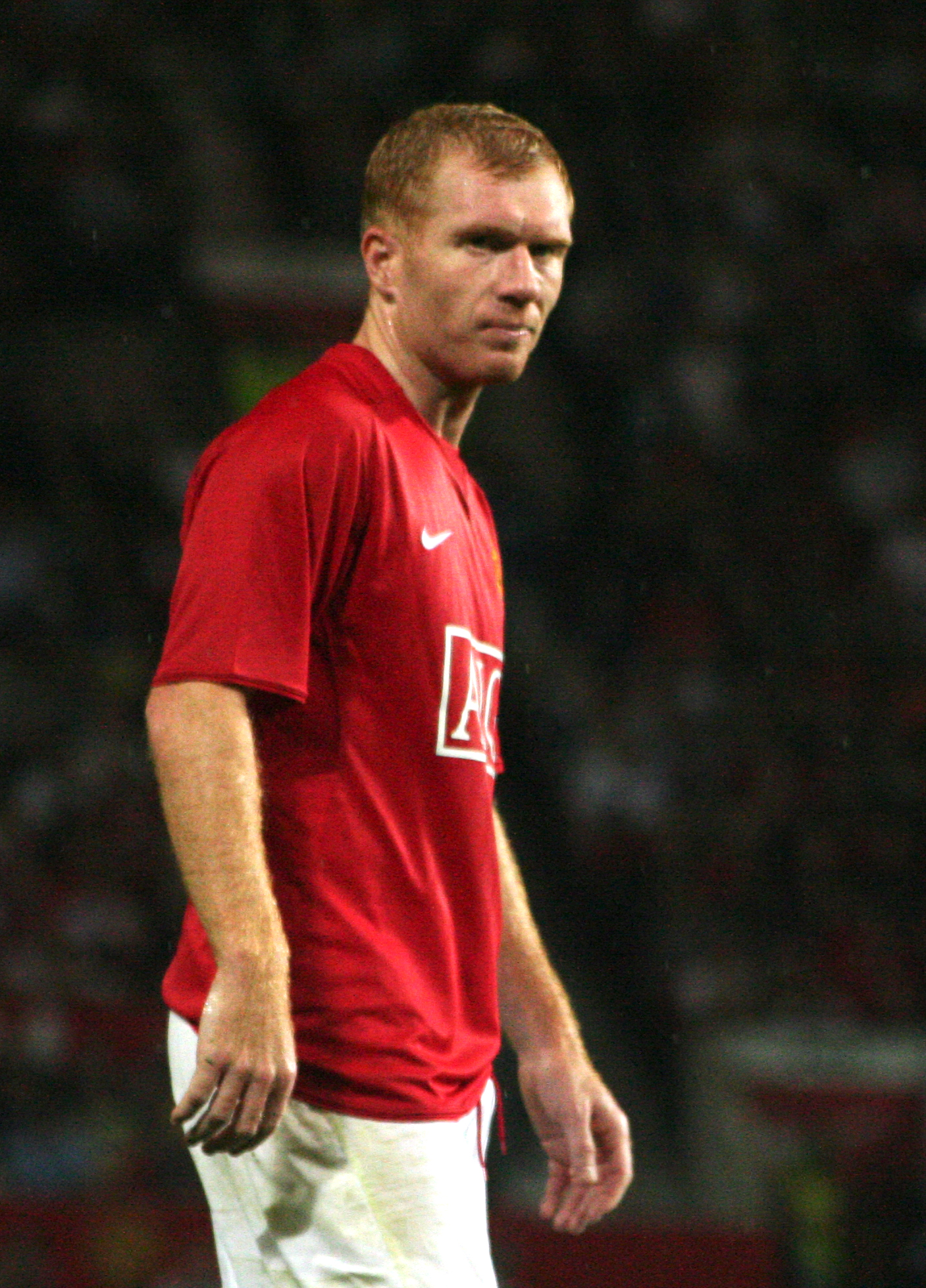
Paul Scholes, terzo per presenze nella storia del club (718)

Il capitano Steve Bruce lascia il Manchester United dopo nove anni nell'estate del 1996, consegnando la fascia a Cantona. Nel 1996-1997 la squadra di Ferguson conquista il quarto titolo in cinque anni: è l'ultima stagione da calciatore di Éric Cantona, che si ritira all'età di trent'anni e viene sostituito da Teddy Sheringham. Dopo il titolo del 1996-1997, annata in cui i Red Devils raggiungono le semifinali di UEFA Champions League, lo United raggiunge l'apice del successo nel 1998-1999, la stagione del treble: i diavoli rossi vincono, infatti, nella stessa stagione la Premier League, la FA Cup e la UEFA Champions League. Acquistati il difensore Jaap Stam dal PSV e l'attaccante Dwight Yorke dall'Aston Villa, la squadra subisce soltanto tre sconfitte in tutto il campionato e se lo aggiudica per la quinta volta in sette anni. Dopo sette giorni, la squadra di Ferguson vince anche la FA Cup, centrando il double per la terza volta, mentre nella finale di UEFA Champions League, al Camp Nou di Barcellona, si rende protagonista di una memorabile rimonta ai danni del Bayern Monaco, ribaltando l'iniziale svantaggio in pieno recupero, nel volgere di un paio di minuti (pareggio di Sheringham e gol del vantaggio con Solskjær, servito da Sheringham e anch'egli subentrato nella ripresa). .
La squadra perde poi la finale della Supercoppa Europea contro la Lazio, ma a fine anno vince a Tokyo la Coppa Intercontinentale, battendo per 1-0 i brasiliani del Palmeiras e tramutando il treble in quadruple. Alla stagione del treble seguono altre tre affermazioni in campionato per i Red Devils, nel 1999-2000, nel 2000-2001 e nel 2002-2003, per un totale di otto titoli nazionali in undici anni. La FA Cup 2003-2004 è l'ultimo successo di una squadra alle prese con un ricambio generazionale, rinforzata dall'arrivo di giovani promesse quali Cristiano Ronaldo e Wayne Rooney.

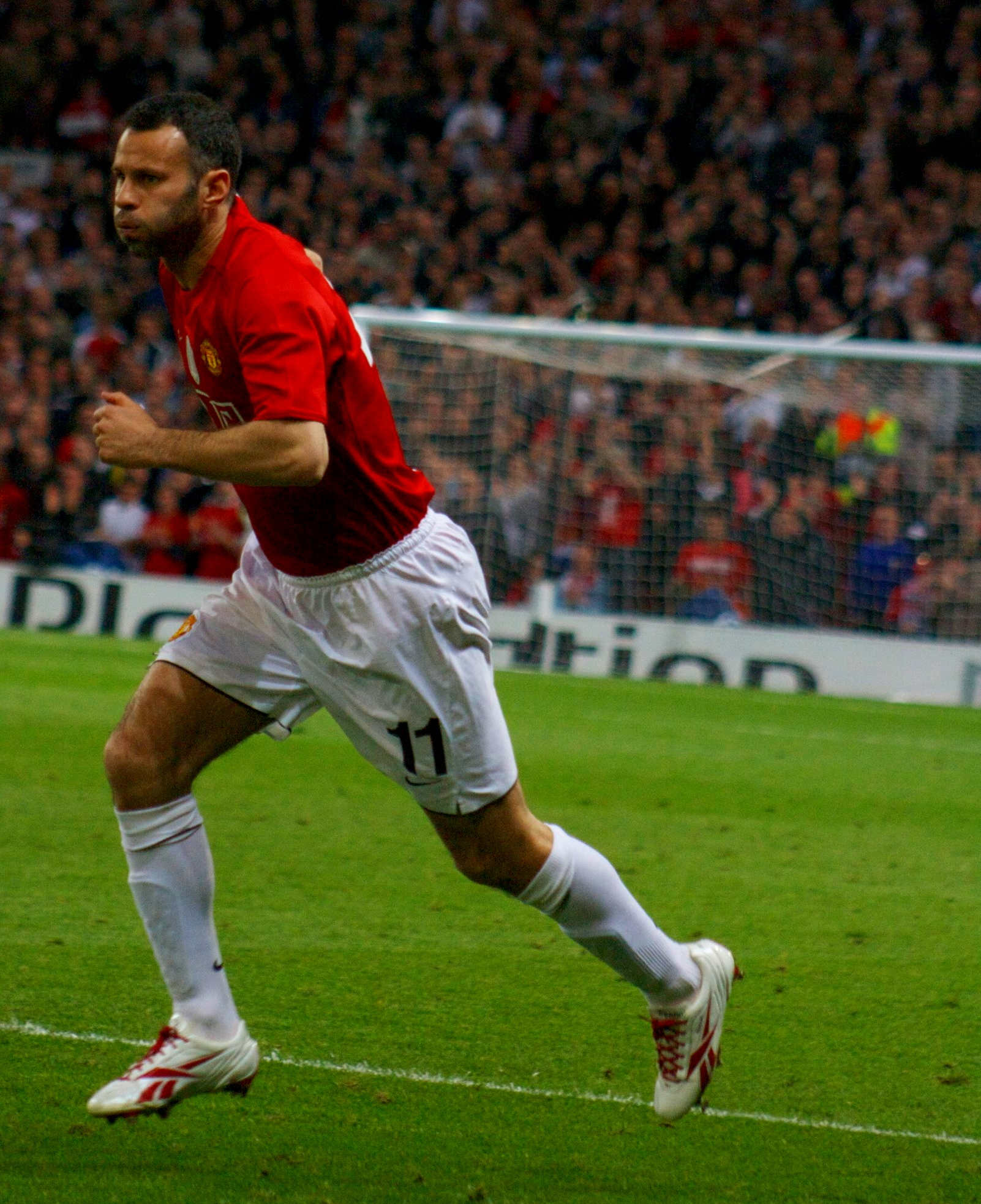
Ryan Giggs, giocatore più vincente della storia del club

Nel 2005 Roy Keane, colonna storica del Manchester United, lascia il club dopo dodici anni. Il digiuno di successi del club in questi anni sembra sancire la fine del ciclo di Ferguson, anche se la squadra vince la Coppa di Lega 2005-2006, nell'ultima annata di Ruud van Nistelrooy, ceduto alla fine della stagione. Nel 2006-2007 i Red Devils tornano a vincere la Premier League e sfiorano nuovamente il double, perdendo la finale di FA Cup, mentre in UEFA Champions League sono semifinalisti. Nel 2007-2008 vincono la Supercoppa d'Inghilterra, la Premier League nel segno di un grande Cristiano Ronaldo (autore di 38 reti stagionali), e la UEFA Champions League nella finale dello stadio Lužniki di Mosca, ai tiri di rigore contro il Chelsea, già sconfitto in questo modo nella Supercoppa nazionale. Nel 2008-2009 vengono messe in bacheca la Supercoppa d'Inghilterra, la Coppa del mondo per club FIFA, superando per 1-0 in finale la LDU di Quito, la Coppa di Lega, e la Premier League, undicesimo campionato vinto in diciassette stagioni. La squadra raggiunge inoltre la finale di UEFA Champions League, perdendo allo stadio Olimpico di Roma contro il Barcellona (2-0).
La redditizia cessione di Cristiano Ronaldo nel 2009 non serve a ripianare i debiti della società, oberata da un ammanco di 819 milioni di euro. Il club continua, tuttavia, a rimpolpare la propria bacheca, vincendo la Coppa di Lega 2009-2010, la Supercoppa d'Inghilterra 2010 e il campionato nel 2010-2011, annata in cui i Red Devils superano gli acerrimi rivali del Liverpool per numero di titoli nazionali vinti, portandosi a quota diciannove e stabilendo un nuovo record in Premier League. Nel 2010-2011 il club è ancora finalista di UEFA Champions League, ma viene sconfitto nuovamente dal Barcellona, trionfante per 3-1 allo stadio di Wembley a Londra.

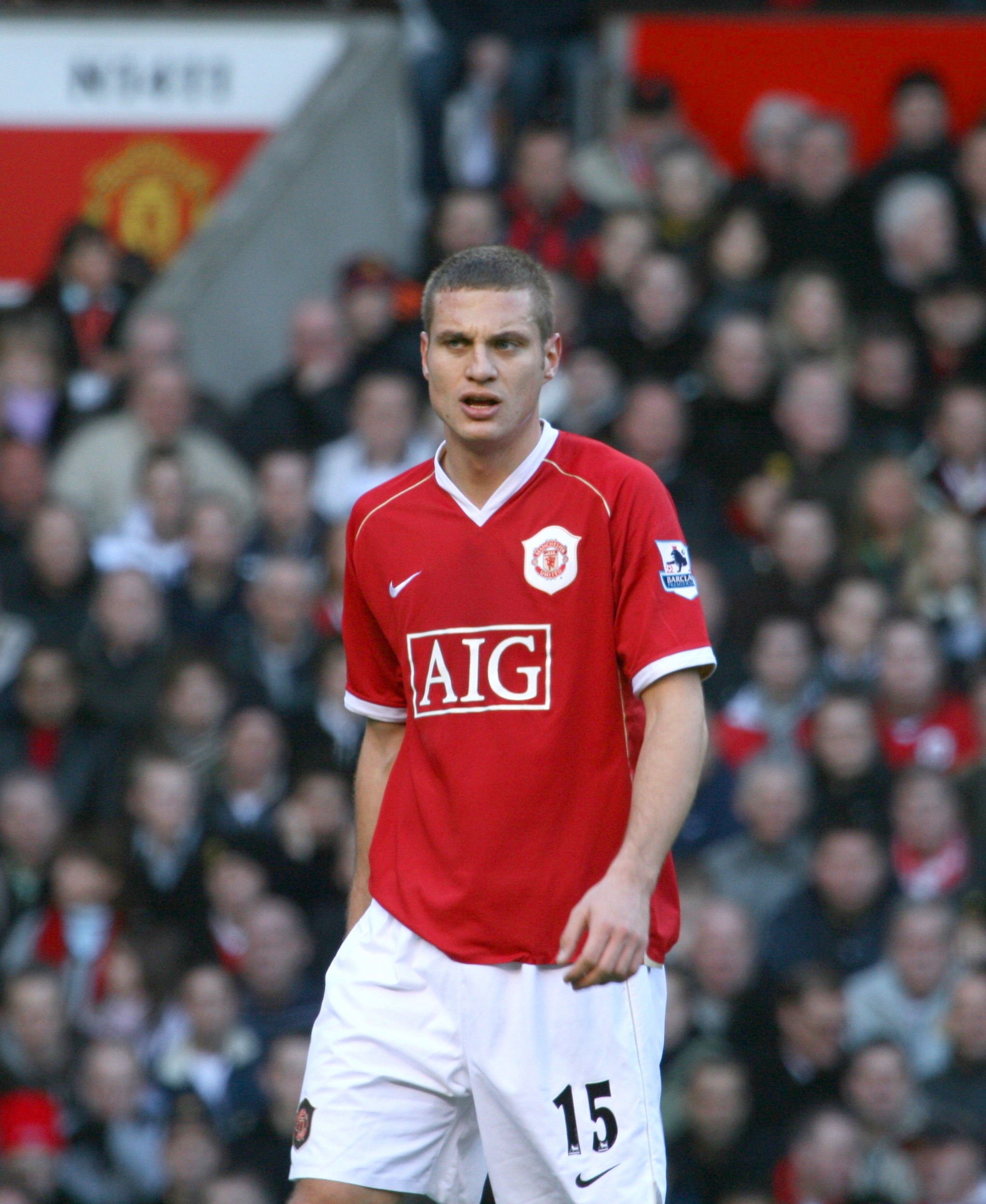
Nemanja Vidić, capitano per quattro stagioni

 Perso il titolo del 2011-2012 a vantaggio dei rivali cittadini del Manchester City, che prevalgono solo per una migliore differenza reti, i Red Devils, rinforzati dall'ingaggio dell'olandese Robin van Persie, si aggiudicano nuovamente il campionato nel 2012-2013.

### Una difficile eredità (2013-oggi)
Partito Ferguson, che lascia la panchina dei Red Devils dopo ventisette anni in carica, il connazionale David Moyes, a dispetto del contratto di sei anni firmato, vivrà un'esperienza fugace come suo successore. Pur avendo vinto la supercoppa nazionale, il Manchester United si classifica settimo in campionato, rimanendo fuori dalla UEFA Champions League per la prima volta dal 1996 e fuori dalle competizioni europee dopo ventiquattro anni, dopo essere risultato l'unica squadra inglese sempre presente nelle competizioni confederali dal 1990 al 2014. Destituito con largo anticipo rispetto alla fine della stagione, Moyes viene rimpiazzato ad interim dalla bandiera Ryan Giggs.
La successiva gestione dell'olandese Louis van Gaal, malgrado i ricchi investimenti sul fronte del calciomercato (su tutti gli arrivi di Ángel Di María e Radamel Falcao), ottiene risultati mediocri, eccezion fatta per il successo nella FA Cup 2015-2016, la prima vinta dopo dodici anni. È il portoghese José Mourinho con l'innesto di Paul Pogba, prelevato dalla Juventus per 105 milioni di euro (all'epoca il trasferimento più oneroso nella storia del calcio), a riportare la squadra alle vittorie: nel 2016-2017 vengono vinte la Supercoppa d'Inghilterra, la Coppa di Lega e l'Europa League, primo successo nella competizione nella storia del club. Risultati deludenti in campionato conducono all'esonero di Mourinho nel dicembre 2018, a causa del peggiore inizio stagionale in Premier League dal 1990-1991, poi il tecnico Solskjær, ex calciatore del club, riporta la squadra ai quarti di finale di UEFA Champions League per la prima volta in cinque anni e la qualifica alla finale dell'Europa League 2020-2021, persa ai rigori contro il Villarreal. Nel 2021 il ritorno della stella Cristiano Ronaldo, che sarà autore di 24 reti in tutte le competizioni, non evita una stagione amara, con la squadra che registra il proprio minimo storico di punti ottenuti in Premier League e chiude sesta. Separatosi burrascosamente da Ronaldo, lo United del tecnico olandese Erik ten Hag vince la Coppa di Lega 2022-2023 e la Coppa d'Inghilterra 2023-2024, ma nel 2024 conclude all'ottavo posto, peggiore piazzamento dei Red Devils in Premier League, con il massimo di sempre di gol concessi (60).

## Colori e simboli

### Colori

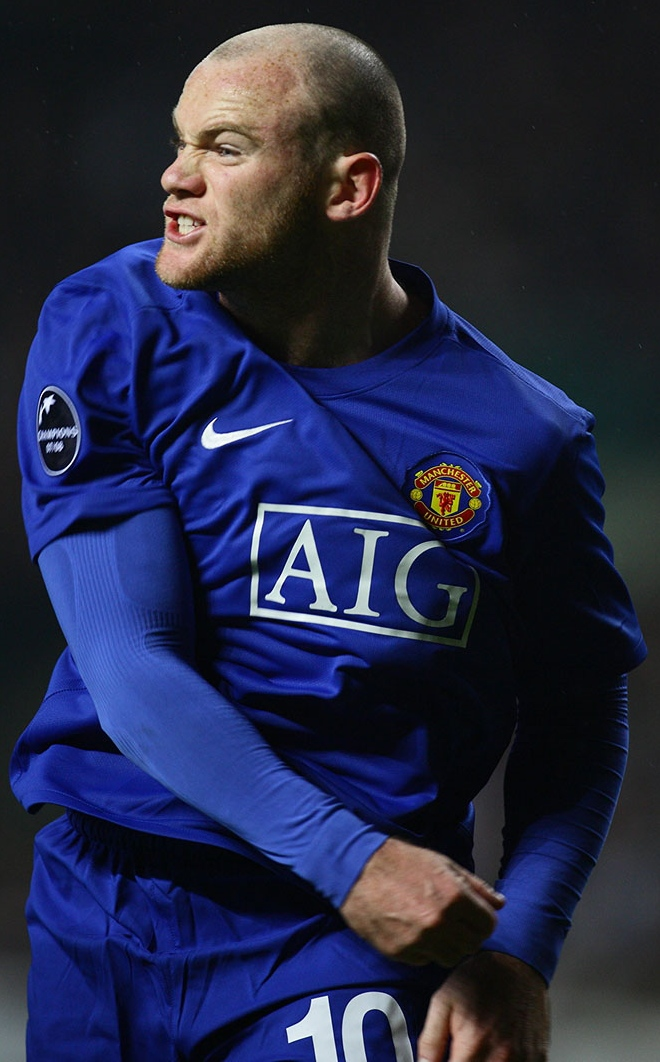
L'iconico completo blu riproposto negli anni duemila e indossato da Wayne Rooney.

Durante i primi anni della propria storia, quando il club si chiamava ancora Newton Heath, i colori sociali della prima maglia erano il giallo e il verde, tinte che vennero poi riprese nella divisa da trasferta durante i primi anni novanta del XX secolo. Nel 1902, quando il club venne ripristinato dopo il fallimento con il nome di Manchester United, vennero modificati anche i colori sociali. Si scelse il rosso per la maglietta, il bianco per i pantaloncini e il nero per i calzettoni. I colori sono tuttora quelli ufficiali.
Un'eccezione ai classici colori sociali fu fatta nella finale di FA Cup del 1902 persa contro il Bristol City, quando la squadra si presentò indossando una maglietta bianca con una sottile linea rossa che evidenziava il colletto a V. Questa uniforme fu poi riproposta durante gli anni venti, prima che lo United tornasse a indossare le classiche divise rosse.
Solitamente le divise da trasferta sono bianche con pantaloncini neri e calzettoni bianchi, ma altre uniformi sono state proposte durante la storia del club: una divisa a strisce verticali bianche e blu usata in alcuni incontri nel periodo che va dal 1903 al 1916, una completamente nera nella stagione 1994 e 2003 e una blu con una sottile linea orizzontale color argento nel 2000. Una delle seconde divise più famose è quella completamente grigia usata dallo United dalla stagione '96, la divisa fu abbandonata perché considerata poco visibile dagli stessi giocatori: in un incontro che vedeva di fronte il Southampton Football Club, all'intervallo il risultato era di 3-0 per i Saints di Southampton. Nel secondo tempo i diavoli rossi si presentarono con la terza divisa a strisce bianche e blu ma riuscirono a realizzare solo il gol della bandiera. Il risultato di 3-1 fu l'ultimo visto dalla divisa completamente grigia dello United.

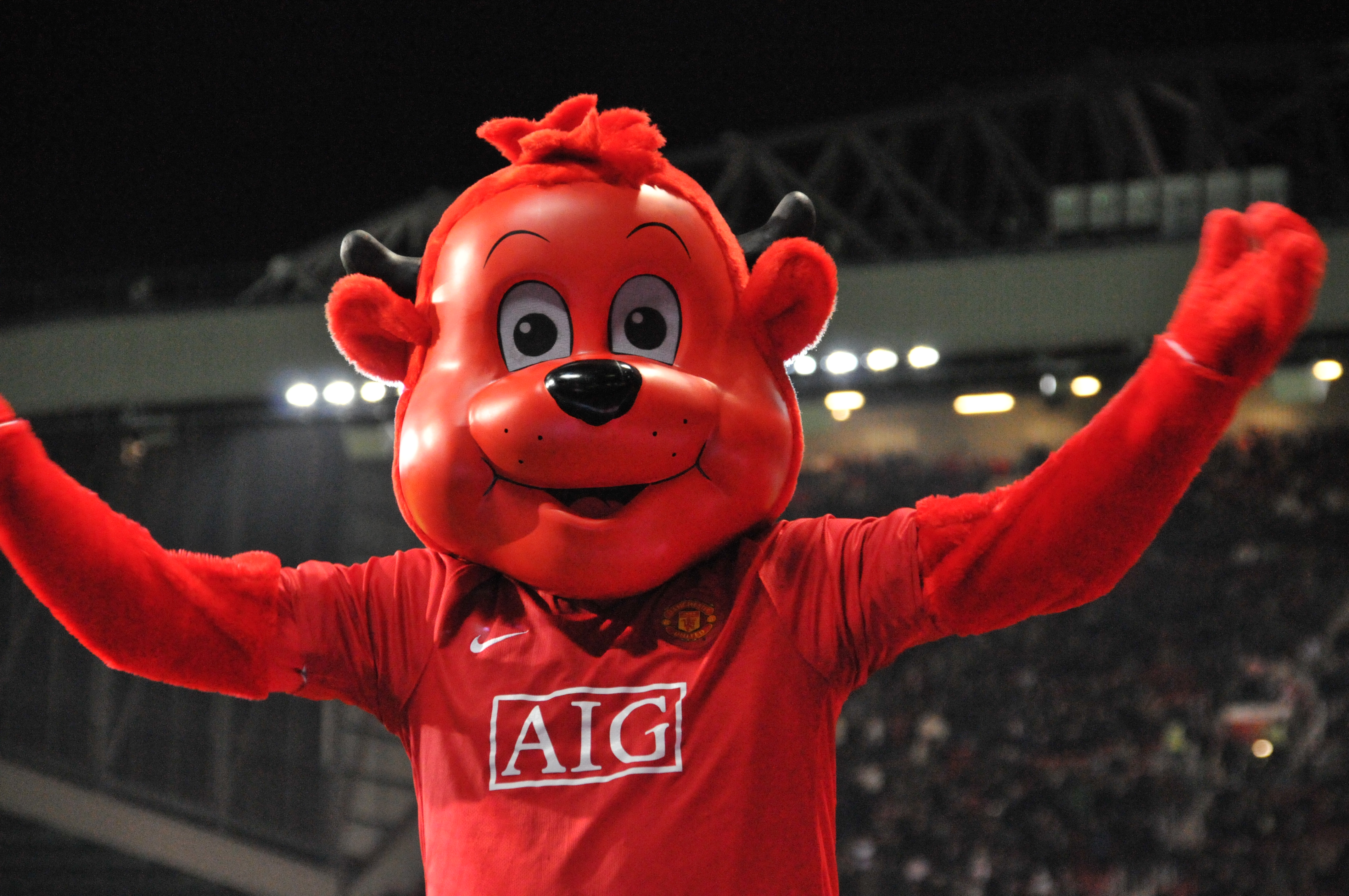
Fred the Red, mascotte dal 1994

Un'altra storica seconda divisa dei Red Devils si componeva di una maglietta reversibile, bianca con maniche nere e finiture color oro su un lato e viceversa sull'altro lato della maglia. La divisa, commemorativa per i 100 anni dal cambio di nome (da Newton Heath a Manchester United) fu l'ultima fornita dallo sponsor tecnico Umbro, prima che il club siglasse il nuovo accordo con la Nike.
La terza maglia dello United è tradizionalmente blu, in omaggio alla divisa indossata nella vittoria della Coppa dei Campioni del 1968. In passato sono state fatte alcune eccezioni, inclusa una versione giallo brillante indossata nei primi anni settanta, la già menzionata divisa a strisce blu e bianche introdotta dal 1996 e che risultò essere la preferita dai tifosi oltre ad una bianca con due strisce orizzontali, una rossa ed una nera usata nel 2004. Lo United ha usato come terza maglia anche la classica divisa da allenamento, come l'uniforme completamente nera utilizzata nella stagione 1998-99 e una blu scura con lati marroni nel 2001 per le partite contro il Southampton e PSV.

### Simboli ufficiali

#### Stemma
Lo stemma del Manchester United è stato modificato in diverse occasioni, anche se la base è rimasta la stessa. Il logo deriva dallo stemma cittadino e il diavolo trae origine dal soprannome della squadra: The Red Devils (I Diavoli Rossi), nomignolo adottato agli inizi degli anni sessanta dopo che Matt Busby sentì chiamare così i componenti della squadra di rugby di Salford, caratterizzata dalle maglie rosse. A partire dalla fine degli anni '60 il diavolo iniziò a comparire sulle sciarpe, prima di essere incorporato nel logo ufficiale durante gli anni settanta assieme al tridente. Nel 1998 lo stemma perse la dicitura "Football Club", ma il cambiamento non fu ben accetto da alcuni sostenitori, che vissero questa novità come una scelta rivolta più al business.

## Società
Dal 1991 la società è una Public Limited Company. Precedentemente quotata al London Stock Exchange, nel 1998 ha subito un tentativo di scalata da parte dell'imprenditore Rupert Murdoch, poi bloccato dal governo inglese. Durante gli anni novanta il flottante della società raggiunse il valore di un miliardo di sterline (1,5 miliardi di euro), rendendo così improbabile un cambio di gestione. Nonostante ciò, nel maggio del 2005 Malcolm Glazer portò a termine un'OPA ostile e delistò il titolo dal mercato borsistico. Secondo i dati della rivista Forbes, dal 2005 al 2013 il Manchester United è stato il club più ricco del mondo, mentre la società risulta essere al terzo posto in questa speciale classifica: il suo fatturato ammonta a 519,5 milioni di euro, inferiore solo a quello del Real Madrid e del Barcellona.
L'amministratore delegato della società è David Gill, mentre Martin Edwards, che ha ricoperto il ruolo per circa 20 anni prima di Gill, ne è il presidente onorario.

### Sponsor
- TeamViewer - Partner principale
- Kohler - Sleeve sponsor
- Aon Plc - Partner principale
- Adidas - Sponsor tecnico
- Aeroflot - Corriere ufficiale
- DHL - Partner logistico ufficiale

Finora il club ha avuto solo cinque sponsor principali sulle maglie: lo storico Sharp Electronics, presente dal 1982 al 2000, la Vodafone, che vi è rimasta fino al 2006, e le società di assicurazione statunitensi AIG e Aon Corporation fino al 2014. La prima è stata presente sulle casacche dei Red Devils dal 2006 al 2010, con un contratto da 14 milioni di sterline l'anno (21 milioni di euro), ed è così divenuto il contratto di sponsorizzazione più alto di sempre, superato solo dall'organizzazione no-profit Qatar Foundation che ha siglato un accordo da 30 milioni di euro l'anno con il Barcellona. Aon è comparsa sulle maglie del Manchester United nel 2010, firmando con i Red Devils un contratto da 20 milioni di euro l'anno fino al 2014. Nell'agosto del 2011, la società inglese ha annunciato un accordo di sponsorizzazione con la compagnia di trasporti tedesca DHL. Il logo dell'azienda appare sulle maglie d'allenamento e pre gara: si tratta della prima volta in assoluto che una squadra di calcio presenta un secondo sponsor per le maglie d'allenamento. L'accordo è un quadriennale da 40 milioni di sterline (circa 46 milioni di euro) annuali, che conferma il Manchester United leader del marketing nel mondo del calcio. Dalla stagione 2014/2015, il nuovo partner ufficiale del Manchester United è diventato Chevrolet, mentre Aon è rimasta solo sulle maglie d'allenamento e pre gara. L'accordo con il marchio di General Motors frutterà al club un totale di 79 milioni di euro a stagione, per un totale di ben 560 milioni di euro in sette anni.
Così come lo sponsor principale, anche il fornitore tecnico della squadra è stato cambiato poche volte nella storia del Manchester United. Il primo in assoluto fu Admiral nel 1975, seguito da Adidas a metà anni ottanta e da Umbro nel 1992. Nike fu sponsor tecnico dei Red Devils dal 2002, siglando un contratto da 302,9 milioni di sterline (455 milioni di euro) in 13 anni. Inizialmente l'accordo prevedeva la possibilità di rescissione nel 2008 da parte della Nike, opzione che però non venne attuata e che ha invece visto prolungare la partnership fino al 2015. Dalla stagione 2015/2016 torna sponsor tecnico la compagnia tedesca Adidas, che verserà nelle casse del Manchester United ben 75 milioni di sterline l'anno per dieci anni, per un totale record di 750 milioni di sterline (quasi un miliardo di euro).
| Abbigliamento tecnico - 1975-1980 Admiral - 1980-1992 Adidas - 1992-2002 Umbro - 2002-2015 Nike - 2015-2025 Adidas | Sponsor ufficiale - 1982-2000 Sharp - 2000-2006 Vodafone - 2006-2010 AIG - 2010-2014 Aon Plc - 2014-2018 Chevrolet - 2018-2021 Chevrolet - Kohler - 2021- TeamViewer |

## Allenatori e presidenti
- 1878-1892  ...
- 1892-1900  A.H. Albut
- 1900-1903  James West
- 1903-1912  Ernest Mangnall
- 1912-1914  John James Bentley
- 1914-1921  Jack Robson
- 1921-1926  John Chapman
- 1926-1927  Lal Hilditch[15]
- 1927-1931  Herbert Bamlett
- 1931-1932  Walter Crickmer
- 1932-1937  Scott Duncan
- 1937-1945  Walter Crickmer
- 1945-1957  Matt Busby
- 1957-1958  Matt Busby (lug.-feb.)
 Jimmy Murphy (feb.-giu.) - ad interim
- 1958-1969  Matt Busby
- 1969-1970  Wilf McGuinness
- 1970-1971  Wilf McGuinness (lug.-dic.)
 Matt Busby (dic.-giu.)
- 1971-1972  Frank O'Farrell
- 1972-1973  Frank O'Farrell (lug.-dic.)
 Tommy Docherty (dic.-giu.)
- 1973-1977  Tommy Docherty
- 1977-1981  Dave Sexton
- 1981-1986  Ron Atkinson
- 1986-1987  Ron Atkinson (lug.-nov.)
 Alex Ferguson (nov.-giu.)
- 1987-2013  Alex Ferguson
- 2013-2014  David Moyes (lug.-apr.)
 Ryan Giggs (apr.-giu.)- ad interim[15]
- 2014-2016  Louis van Gaal
- 2016-2018  José Mourinho
- 2018-2019  José Mourinho (lug.-dic.)
 Ole Gunnar Solskjær (dic.-giu.)[16]
- 2019-2021  Ole Gunnar Solskjær
- 2021-2022  Ole Gunnar Solskjær (lug.-nov.)
 Michael Carrick (nov.) - ad interim
 Ralf Rangnick (nov.-giu.)
- 2022-2024  Erik ten Hag
- 2024-2025  Erik ten Hag (lug.-ott.) 
 Ruud van Nistelrooij (ott.-nov.) - ad interim
 Rúben Amorim (nov.-in carica)

- 1878-1891  Frederick Attock

- 1891-1902  T. Connolly
- 1902-1927  John H. Davies
- 1927-1931  G. Lawton
- 1931-1951  James W. Gibson
- 1951-1965  Harold Hardman
- 1965-1980  Louis Edwards
- 1980-2002  Martin Edwards
- 2002-2005  Roy Gardner
- 2005-2014  Malcolm Glazer
- 2014-  Joel Glazer e  Avram Glazer

## Calciatori

### Capitani
| Periodo   | Nome              | Note |
| --------- | ----------------- | --- |
| 1878-1882 | Sam Black         | Primo capitano noto                                                                                         |
| 1882      | E. Thomas         | |
| 1882-1883 | Sconosciuto       | |
| 1883-1887 | Sam Black         | |
| 1887-1890 | Jack Powell       | |
| 1890-1892 | Sconosciuto       | |
| 1892-1893 | Joe Cassidy       | |
| 1893-1894 | Sconosciuto       | |
| 1894      | James McNaught    | |
| 1894-1896 | Sconosciuto       | |
| 1896-1903 | Harry Stafford    | |
| 1903-1904 | Sconosciuto       | |
| 1904-1905 | Jack Peddie       | |
| 1905-1912 | Charlie Roberts   | |
| 1912-1913 | George Stacey     | |
| 1913      | Dick Duckworth    | |
| 1914      | George Hunter     | |
| 1914-1915 | Patrick O'Connell | |
| 1915-1919 | Nessuno           | Sospensione dell'attività calcistica per via della prima guerra mondiale                                    |
| 1919-1922 | Sconosciuto       | |
| 1922-1928 | Frank Barson      | |
| 1928-1931 | Jack Wilson       | |
| 1931-1932 | George McLachlan  | |
| 1932      | Louis Page        | |
| 1932-1935 | Sconosciuto       | |
| 1935-1939 | James Brown       | |
| 1939-1945 | Nessuno           | Sospensione dell'attività calcistica per via della seconda guerra mondiale                                  |
| 1945-1953 | Johnny Carey      | |
| 1953-1954 | Stan Pearson      | |
| 1954-1955 | Allenby Chilton   | |
| 1955-1958 | Roger Byrne       | |
| 1958-1959 | Bill Foulkes      | |
| 1959-1960 | Dennis Viollet    | |
| 1960-1962 | Maurice Setters   | |
| 1962-1967 | Noel Cantwell     | Co-capitano insieme a Denis Law dal 1964 al 1967                                                            |
| 1964-1968 | Denis Law         | Co-capitano insieme a Noel Cantwell dal 1964 al 1967                                                        |
| 1968-1973 | Bobby Charlton    | |
| 1973      | George Graham     | |
| 1973-1975 | Willie Morgan     | |
| 1975-1982 | Martin Buchan     | |
| 1982      | Ray Wilkins       | |
| 1982-1994 | Bryan Robson      | Capitano più longevo nella storia del Manchester United, co-capitano insieme a Steve Bruce dal 1992 al 1994 |
| 1992-1996 | Steve Bruce       | Co-capitano insieme a Bryan Robson dal 1992 al 1994                                                         |
| 1996-1997 | Éric Cantona      | |
| 1997-2005 | Roy Keane         | Capitano più vincente nella storia del Manchester United                                                    |
| 2005-2010 | Gary Neville      | |
| 2008      | Ryan Giggs        | |
| 2010-2014 | Nemanja Vidić     | |
| 2014-2017 | Wayne Rooney      | |
| 2017-2018 | Michael Carrick   | |
| 2018-2019 | Antonio Valencia  | |
| 2019-2020 | Ashley Young      | |
| 2020-2023 | Harry Maguire     | |
| 2023-     | Bruno Fernandes   | |

### Vincitori di titoli
Campioni del mondo
- Bobby Charlton (Inghilterra 1966)
- John Connelly (Inghilterra 1966)
- Nobby Stiles (Inghilterra 1966)
- Paul Pogba (Russia 2018)
- Lisandro Martínez (Qatar 2022)

Campioni d'Europa
- Peter Schmeichel (Svezia 1992)

Campioni del Sudamerica
- Anderson (Venezuela 2007)
- Alejandro Garnacho (USA 2024)
- Lisandro Martínez (USA 2024)

Calciatori vincitori della Nations League
- Anthony Martial (2021)

- Paul Pogba (2021)

- Raphaël Varane (2021)

### Premi individuali
- Pallone d'oro: 4

Denis Law: 1964
Bobby Charlton: 1966
George Best: 1968
Cristiano Ronaldo: 2008
- FIFA World Player: 1

Cristiano Ronaldo: 2008
- Scarpa d'oro: 1

Cristiano Ronaldo: 2008

## Palmarès

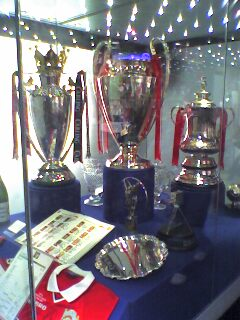
Premier League, Champions League e FA Cup vinte nel 1999

### Competizioni nazionali
- Campionato inglese: 20  (record condiviso con il Liverpool)

1907-1908, 1910-1911, 1951-1952, 1955-1956, 1956-1957, 1964-1965, 1966-1967, 1992-1993, 1993-1994, 1995-1996, 1996-1997, 1998-1999, 1999-2000, 2000-2001, 2002-2003, 2006-2007, 2007-2008, 2008-2009, 2010-2011, 2012-2013
- Coppa d'Inghilterra: 13

1908-1909, 1947-1948, 1962-1963, 1976-1977, 1982-1983, 1984-1985, 1989-1990, 1993-1994, 1995-1996, 1998-1999, 2003-2004, 2015-2016, 2023-2024
- Coppa di Lega inglese: 6

1991-1992, 2005-2006, 2008-2009, 2009-2010, 2016-2017, 2022-2023
- Charity/Community Shield: 21  (record)

1908, 1911, 1952, 1956, 1957, 1965, 1967, 1977, 1983, 1990, 1993, 1994, 1996, 1997, 2003, 2007, 2008, 2010, 2011, 2013, 2016
- Campionato inglese di seconda divisione: 2

1935-1936, 1974-1975

### Competizioni internazionali
- Coppa dei Campioni/UEFA Champions League: 3

1967-1968, 1998-1999, 2007-2008
- UEFA Europa League: 1

2016-2017
- Coppa delle Coppe: 1

1990-1991
- Supercoppa UEFA: 1

1991
- Coppa Intercontinentale: 1  (record inglese)

1999
- Coppa del mondo per club: 1

2008

### Competizioni giovanili
- FA Youth Cup: 11  (record)

1952-1953, 1953-1954, 1954-1955, 1955-1956, 1956-1957, 1963-1964, 1991-1992, 1994-1995, 2002-2003, 2010-2011, 2021-2022
- Blue Stars/FIFA Youth Cup: 18  (record)

1954, 1957, 1959, 1960, 1961, 1962, 1965, 1966, 1968, 1969, 1975, 1976, 1978, 1979, 1981, 1982, 2004, 2005
- Milk Cup: 3

1991, 2013, 2014
- Torneo Internazionale Under-19 Bellinzona: 1

1995

## Statistiche e record

### Partecipazione ai campionati

#### Piazzamenti in Premiership
| 1º  | 20 | 12º | 2 |
| 2º  | 13 | 13º | 3 |
| 3º  | 6  | 14º | 2 |
| 4º  | 7  | 15º | 2 |
| 5º  | 2  | 16º | 2 |
| 6º  | 2  | 17º | 1 |
| 7º  | 2  | 18º | 3 |
| 8º  | 6  | 19º | 1 |
| 9º  | 3  | 20º | 0 |
| 10º | 1  | 21º | 2 |
| 11º | 3  | 22º | 2 |

### Statistiche di squadra
- Stagioni nella First Division/FA Premier League: 93 (campione)
- Stagioni nella Second Division: 23 (campione)
- Vittoria più larga in campionato: 10-1 vs Wolverhampton, Division 1, 15 ottobre 1892
- Vittoria più larga in Premiership: 9-0 vs Ipswich Town, 4 marzo 1995
- Vittoria più larga in casa 10-0 vs Anderlecht, 26 settembre 1956
- Vittoria più larga in trasferta: 8-1 vs Nottingham Forest, 6 febbraio 1999
- Peggior sconfitta in campionato: 0-7 vs Blackburn Rovers, First Division, 10 aprile 1926, 0-7 vs Liverpool, Premier League, 5 marzo 2023
- Peggior sconfitta in Coppa: 1-7 vs Burnley, FA Cup, 1º turno, 13 febbraio 1901
- Record casalingo di spettatori: 76.098 vs Blackburn Rovers, Premiership, Old Trafford, 31 marzo 2007
- Record esterno di spettatori: 83.250 vs Arsenal, Division 1, Maine Road, 7 gennaio 1948
- Partite consecutive senza sconfitte: 45 dal 24 dicembre 1998 al 3 ottobre 1999
- Partecipazioni alla Coppa dei Campioni/UEFA Champions League: 26 (campione)
- Partecipazioni alla Coppa delle Fiere/Coppa UEFA/Europa League: 10 (campione)
- Partecipazioni alla Coppa delle Coppe: 5 (campione)
- Partecipazioni alla Supercoppa UEFA: 4 (campione)
- Partecipazioni alla Coppa Intercontinentale/Coppa del mondo per club FIFA: 3 (campione)
- Vittoria più larga nelle Coppe Europee: 10-0 vs Anderlecht, Coppa dei Campioni, turno preliminare, 26 settembre 1956
- Presenze: 941 Ryan Giggs
- Presenze in campionato: 660 Ryan Giggs
- Miglior goleador: 253 Wayne Rooney
- Miglior goleador in campionato: 199 Bobby Charlton
- Miglior goleador in una stagione: 46 Denis Law, stagione 1963-64
- Maggior numero di gol segnati in una partita: 6 George Best vs Northampton Town, 7 febbraio 1970
- Maggior numero di gol segnati in Europa: 38 Ruud Van Nistelrooy
- Gol consecutivi realizzati: 8 consecutivamente Ruud Van Nistelrooy
- Rigori segnati consecutivamente: 12 Ruud Van Nistelrooy
- Maggior numero di reti segnate in una stagione: 103 1956/57, 1958/59
- Maggior numero di punti in una stagione: 92 - 42 partite 1993/94
- Gol più veloce: 15 secondi Ryan Giggs vs Southampton, 18 novembre 1995
- Imbattibilità portiere: Edwin van der Sar, record di imbattibilità nella Premier League con 1311 minuti (11 partite) senza subire reti - 27 gennaio 2009
- Il Manchester United detiene il record di successi in Premier League: 13 titoli in 25 partecipazioni (dalla stagione 1992-93).
- Il Manchester United è la squadra inglese con il maggior numero di double ottenuti (Premier League e FA Cup). Ci è riuscito quattro volte: il primo double risale al 1993-94 (la squadra mancò per poco il treble in patria dopo aver perso la finale di League Cup), il secondo al 1995-96, il terzo al 1998-99, stagione in cui il Manchester United centrò il treble con la conquista della Champions League, e al 2007-2008, quando i Diavoli Rossi si sono aggiudicati Premier League e Champions League.
- Il 29 ottobre 2005 il Manchester United è stato il primo club a superare la soglia dei 1.000 gol realizzati in Premier League dall'anno della fondazione: il 1992.
- Lo United detiene il record di vittoria casalinga più ampia della Premier League: Manchester United - Ipswich Town 9-0 (4 marzo 1995).
- Il Manchester United è la seconda squadra per numero di vittorie in FA Cup (12) e di partecipazioni alla finale (19), dopo l'Arsenal (20 finali e 13 vittorie).
- Il più longevo allenatore di una squadra inglese è stato del Manchester United: Alex Ferguson 26 anni, 6 mesi, 13 giorni (dal novembre 1986 al maggio 2013), seguito da Matt Busby, per 26 anni tecnico dei Red Devils (dal 1944 al 1969 e 1970/71).
- Solo 4 squadre inglesi sono riuscite a vincere il titolo tre volte consecutivamente, oltre al Manchester City unica squadra che ci è riuscita per quattro volte (2020-21, 2021-22, 2022-23, 2023-24): Huddersfield Town (1923-24, 1924-25, 1925-26), Arsenal (1932-33, 1933-34, 1934-35), Liverpool (1981-82, 1982-83, 1983-84), Manchester United (1998-99, 1999-00, 2000-01 e 2006-07, 2007-08, 2008-09). Lo United è stata però l'unica squadra a farcela due volte, con lo stesso allenatore e nell'attuale Premier League.
- Lo United detiene il record di 14 vittorie consecutive realizzato in Second Division nella stagione 1904-05.
- I Red Devils detengono il record di spettatori per una partita di Premier League (76.098 nella sfida contro il Blackburn Rovers del 31 marzo 2007) e per una partita di First Division (83.260 nel match con l'Arsenal del 17 gennaio 1948).
- La finale di Community Shield del 2007 vede contrapposti il Manchester United ed il Chelsea. Dopo l'1-1 dei tempi regolamentari (Giggs, Malouda) si va ai rigori: per il Manchester United segnano Ferdinand, Carrick e Rooney, mentre i rigori del Chelsea (Pizarro, Lampard e Wright-Phillips), vengono tutti parati dal portiere Edwin van der Sar.
- Il club detiene anche il record inglese per numero di sconfitte consecutive dall'inizio del campionato nazionale: 12, nel First Division 1930-1931, secondo a livello europeo dopo quello stabilito dalla squadra italiana del Benevento (14 nel campionato di Serie A 2017-18).[20]

### Statistiche individuali
I nomi in grassetto sono tuttora giocatori del Manchester United.
Dati aggiornati al 28 maggio 2023.
| Presenze - 963 - Ryan Giggs (1990-2014) - 758 - Bobby Charlton (1956-1973) - 719 - Paul Scholes (1993-2013) - 688 - Bill Foulkes (1952-1970) - 602 - Gary Neville (1992-2011) - 559 - Wayne Rooney (2004-2017) - 545 - David de Gea (2011-2023) - 539 - Alex Stepney (1966-1978) - 536 - Tony Dunne (1960-1973) - 529 - Denis Irwin (1990-2002) | Reti - 253 - Wayne Rooney (2004-2017) - 249 - Bobby Charlton (1956-1973) - 237 - Denis Law (1962-1973) - 211 - Jack Rowley (1937-1955) - 179 - Dennis Viollet (1953-1962) - 179 - George Best (1963-1974) - 169 - Ryan Giggs (1990-2014) - 168 - Joe Spence (1919-1933) - 164 - Mark Hughes (1983-86, 1988-95) - 156 - Paul Scholes (1994-2013) |

## Tifoseria

### Storia
Prima della seconda guerra mondiale pochi tifosi inglesi viaggiavano per seguire le partite fuori casa della propria squadra preferita. I motivi erano diversi: costi, tempi e difficoltà logistiche nell'affrontare un viaggio che, vista la scarsa diffusione del mezzo a quattro ruote nei primi anni del XX secolo, solo raramente veniva effettuato in auto. Le due squadre di Manchester, lo United e il City, giocavano in casa alternativamente di sabato ed era consuetudine, per i cittadini, seguire una volta una e una volta l'altra squadra della città. Dopo la guerra, però, si instaurò una forte rivalità tra i due ambienti e fu così che i tifosi si ritrovarono a scegliere di seguire esclusivamente l'una o l'altra squadra.

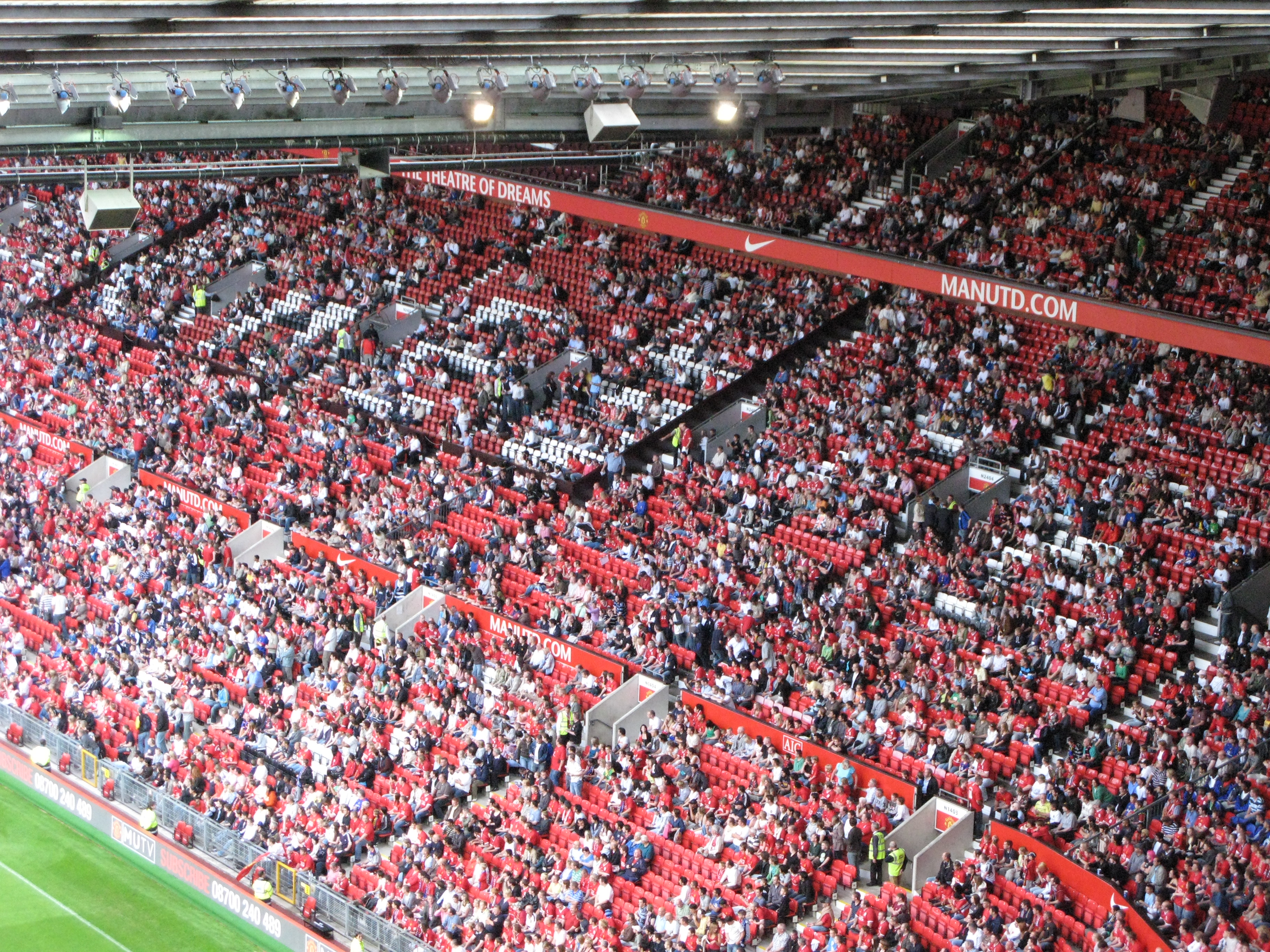
Tifosi del Manchester United all'Old Trafford

Quando lo United vinse la Premiership del 1955-1956, lo fece con la più alta affluenza media di spettatori per le partite casalinghe del campionato, primato fino ad allora detenuto stabilmente dal Newcastle Utd. Dopo il disastro aereo di Monaco del 1958, nuovi tifosi si unirono a quelli già presenti e iniziarono ad assistere alle partite dei Red Devils. Ciò provocò un repentino aumento del numero di tifosi del Manchester United ed è tuttora uno dei motivi per cui la squadra registra quasi ogni anno la più alta affluenza media di tifosi allo stadio.
Sul finire degli anni novanta e all'inizio del nuovo millennio i tifosi del Manchester United cominciarono a temere la possibilità che il club venisse acquisito sul mercato borsistico. Il gruppo di tifosi IMUSA (Independent Manchester United Supporters' Association) furono estremamente attivi per opporsi al tentativo di acquisizione da parte di Rupert Murdoch nel 1998. Si formò un altro gruppo, il Shareholders United Against Murdoch (divenuto poi il Shareholders United e in seguito rinominato in Manchester United Supporters' Trust), per incoraggiare i tifosi dei Red Devils ad acquistare sul mercato azioni della società, così da avere un maggior potere contrattuale per dire la propria sui problemi dei tifosi quali il costo dei biglietti e la loro ripartizione e soprattutto per ridurre il rischio di possibili acquisizioni ostili. Nonostante l'impegno, non si poté fare molto per contrastare la scalata di Malcolm Glazer, dopo la quale alcuni tifosi si staccarono dalla squadra che sostenevano per fondare un nuovo club, lo United of Manchester.
Malgrado l'avversione verso i nuovi proprietari del Manchester United, l'affluenza media è continuata a crescere e gli eccellenti risultati sportivi del club hanno riacceso l'entusiasmo dei tifosi. Negli anni recenti è stato molto acceso il dibattito sulla mancanza di atmosfera per alcune partite all'Old Trafford, ma durante la stagione 2006-2007 in diverse occasioni i tifosi hanno dimostrato la loro passione per lo United.

### Gemellaggi e rivalità

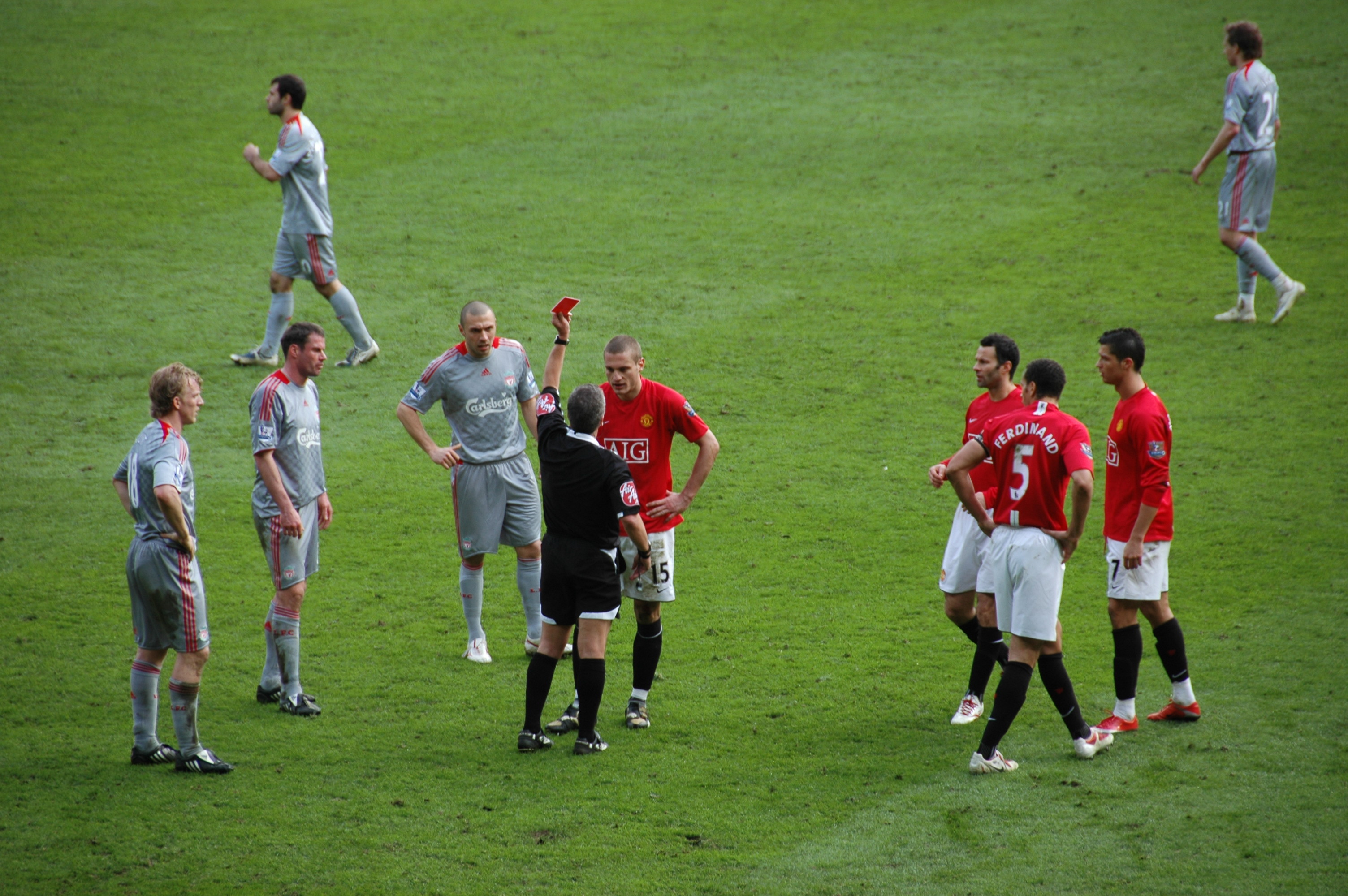
Nemanja Vidić viene espulso durante il North-West Derby del 14 marzo 2009.

La rivalità tra Liverpool e Manchester United è la più sentita d'Inghilterra, dato che mette di fronte le due squadre più titolate del calcio inglese. Un'altra grande rivalità è quella con i concittadini del Manchester City. Esistono antipatie anche nei confronti dei londinesi dell'Arsenal ma soprattutto verso la tifoseria del Chelsea. Le due formazioni si sono anche affrontate in finale di Champions League il 21 maggio 2008 allo Stadio Lužniki di Mosca, finita con la vittoria dei Red Devils per 6-5 ai calci di rigore, dopo che i tempi supplementari finirono 1-1. Esistono leggere antipatie anche con il Leeds Utd, risalenti però a periodi più remoti.

## Organico

### Rosa 2025-2026
Rosa aggiornata al 15 agosto 2025.
| N. |                           | Ruolo | Calciatore                 |
| -- | ------------------------- | ----- | -------------------------- |
| 1  | Turchia (bandiera)        | P     | Altay Bayındır             |
| 2  | Portogallo (bandiera)     | D     | Diogo Dalot                |
| 3  | Marocco (bandiera)        | D     | Noussair Mazraoui          |
| 4  | Paesi Bassi (bandiera)    | D     | Matthijs de Ligt           |
| 5  | Inghilterra (bandiera)    | D     | Harry Maguire              |
| 6  | Argentina (bandiera)      | D     | Lisandro Martínez          |
| 7  | Inghilterra (bandiera)    | C     | Mason Mount                |
| 8  | Portogallo (bandiera)     | C     | Bruno Fernandes (capitano) |
| 9  | Danimarca (bandiera)      | A     | Rasmus Hojlund             |
| 10 | Brasile (bandiera)        | A     | Matheus Cunha              |
| 11 | Paesi Bassi (bandiera)    | A     | Joshua Zirkzee             |
| 12 | Paesi Bassi (bandiera)    | D     | Tyrell Malacia             |
| 13 | Danimarca (bandiera)      | D     | Patrick Dorgu              |
| 15 | Francia (bandiera)        | D     | Leny Yoro                  |
| 16 | Costa d'Avorio (bandiera) | A     | Amad Diallo                |
| 17 | Argentina (bandiera)      | A     | Alejandro Garnacho         |
| 18 | Brasile (bandiera)        | C     | Casemiro                   |

| N. |                        | Ruolo | Calciatore       |
| -- | ---------------------- | ----- | ---------------- |
| 19 | Camerun (bandiera)     | C     | Bryan Mbeumo     |
| 21 | Brasile (bandiera)     | A     | Antony           |
| 22 | Inghilterra (bandiera) | P     | Tom Heaton       |
| 23 | Inghilterra (bandiera) | D     | Luke Shaw        |
| 24 | Camerun (bandiera)     | P     | André Onana      |
| 25 | Uruguay (bandiera)     | C     | Manuel Ugarte    |
| 26 | Inghilterra (bandiera) | D     | Ayden Heaven     |
| 30 | Slovenia (bandiera)    | A     | Benjamin Šeško   |
| 32 | Danimarca (bandiera)   | A     | Chido Obi        |
| 33 | Inghilterra (bandiera) | D     | Tyler Fredricson |
| 35 | Paraguay (bandiera)    | D     | Diego León       |
| 37 | Inghilterra (bandiera) | C     | Kobbie Mainoo    |
| 41 | Inghilterra (bandiera) | D     | Harry Amass      |
| 56 | Danimarca (bandiera)   | A     | Chido Obi-Martin |
|    | Inghilterra (bandiera) | A     | Jadon Sancho     |

### Staff tecnico
- Allenatore:  Rúben Amorim
- Vice allenatore:  Carlos Fernandes
- Assistente tecnico:  Emanuel Ferro
- Assistente tecnico:  Adélio Cândido
- Assistente tecnico:  Darren Fletcher
- Assistente tecnico:  Andreas Georgson
- Allenatore dei portieri:  Jorge Vital
- Assistente preparatore dei portieri:  Craig Mawson
- Sports Scientist:  Paulo Barreira